# 提格兰二世
提格兰二世（大帝）（希腊语：Τιγράνης ο Μέγας；拉丁语：Tigranes Magnus，？－前56年）是亚美尼亚最伟大的统治者之一（约前95年－前56年在位）。在他执政时期，古代亚美尼亚王国达到极盛，一度成为实力足以与罗马相抗衡的国家。

## 疆土的开拓
提格兰二世为亚美尼亚国王阿爾塔瓦茲德一世之子。约前100年，以亚美尼亚地区的“七个河谷”为交换，提格兰二世被帕提亚国王米特里達梯二世扶上亚美尼亚的王位。当时亚美尼亚人居住的地区被罗马分成两部分：大亚美尼亚和索菲纳。这两块地域虽实为一体且均曾为塞琉古帝国之领土，但自从安条克大帝在马格尼西亚战役中被罗马人打败后，他们就被划入罗马势力范围并分而治之。提格兰二世致力于建立于强大的亚美尼亚国家，在其即位初年即把大亚美尼亚与索菲纳重新统一。他并且实现以下成果：合并阿特罗纳泰纳地区与米底亚西部；使高加索地区的大小王公均对亚美尼亚的王权俯首称臣。

## 权力的颠峰

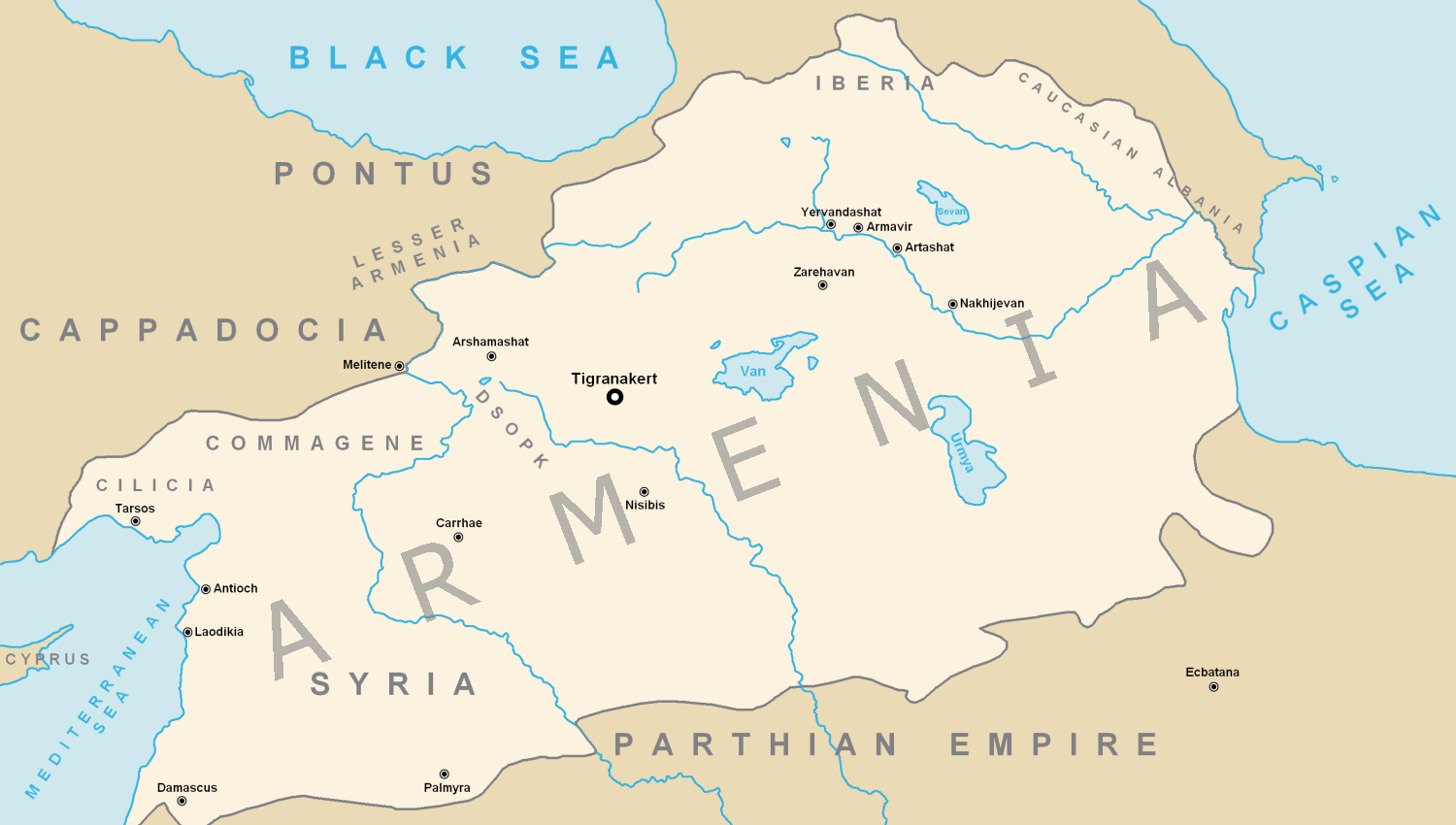
古亚美尼亚王国在提格兰二世治下的极盛疆域，公元前69年

提格兰二世在对外政策上表现积极。他与强大的本都国王米特里達梯六世缔结同盟，并与米特里達梯之女结婚以巩固这一盟约。之后，他将扩张的矛头指向从前的宗主国塞琉古帝国，在那里实现了亚美尼亚王国最伟大的也是最后的一次扩张。前83年提格兰二世征服叙利亚与奇里乞亚，从而彻底终结了塞琉古王朝。塞琉古帝国的首都安条克被指定为提格兰二世帝国的众多都城之一。这样，提格兰二世建成了一个多民族的大国，这个并不稳固的“民族熔炉”成了罗马东方最强大的国家。

## 衰落
提格兰二世的帝国未能长久支持下去。地中海世界的霸主——罗马，决定彻底摧毁这个威胁她构建统一帝国的国家。当提格兰二世准备与米特里達梯六世联手征服卡帕多细亚地区时，罗马元老院派出了大统帅苏拉进行干涉。从前70年开始，一系列与罗马军队的冲突最终导致了亚美尼亚帝国的彻底崩溃。前69年，提格兰二世在以他的名字命名的城市提格兰诺凯尔德被罗马将领卢库鲁斯击败。接着他失去了在对抗罗马的战争中最有实力的同盟者米特里達梯六世，后者被罗马军队逼入绝境后自杀。前66年，罗马统帅庞培最后摧毁了亚美尼亚军队。提格兰二世丧失了信心和斗志，在承认自己为罗马同盟者后，他实际上臣服于罗马。亚美尼亚的领土又缩回到提格兰二世即位时继承的疆域，即大亚美尼亚。

## 资料来源
- 苏联历史百科全书·人物卷，1961～1973